# Bali (langue du Nigeria)
Pour les articles homonymes, voir Bali (homonymie).
Le bali (également connu sous les noms de bibaali, maya, abaali, ibaale ou ibaali) est une langue Niger-Congo parlée par 100 000 personnes (en 2006) à Demsa, dans l'État d'Adamawa, au Nigeria.